# 普里斯托爾鄉
44°13′13″N 22°42′53″E / 44.22028°N 22.71472°E
普里斯托爾鄉（羅馬尼亞語：Comuna Pristol, Mehedinți），是羅馬尼亞的鄉份，位於該國西南部，由梅赫丁茨縣負責管轄，處於布加勒斯特以西270公里，每年平均降雨量1,043毫米，海拔高度36米，2007年人口1,600。